# Estadio Elzir Cabral
El Estadio Elzir Cabral es la sede y el estadio del Ferroviário Atlético Clube. Se ubica en el barrio Barra do Ceará, uno de los más tradicionales barrios obreros de la ciudad de Fortaleza, Ceará, Brasil.
El Estadio Elzir Cabral fue inaugurado el 19 de marzo de 1989 con el partido Ferroviario 6 - 0 Guarani de Juazeiro, convirtiéndose en el primer estadio particular del estado a ser reconocido por la Confederação Brasileira de Futebol como apta para sediar partidos de competiciones oficiales.

## Iluminación
En 2008, después de 7 años sin partidos nocturnos, el estadio Elzir Cabral recibió un nuevo sistema de iluminación con recursos provenientes del proyecto Socio-Torcedor do Ferrão. La inauguración de los nuevos reflectores ocurrió en el partido Ferroviario 4 - 0 Quixadá, el 26 de marzo, partido válido por la 8ª fecha de la segunda vuelta del Campeonato Cearense de 2008.